# Lečenje verom
Lečenje verom predstavlja verske običaje kroz razne religije koje pomažu bolesnim ljudima. 
Religija je karakterisana postavkom posebnih uverenja o Bogu ili nekoj višoj sili, koja je zajednička grupi pojedinih osoba, koja se praktikuje ritualima i oblicima upravljanja koji definišu kako se ispoljavaju ova uverenja. Zdravi stilovi življenja i unapređenje zdravlja predstavljaju važan oblik nespecifične prevencije duševnih poremećaja. Međutim, vera može odigrati važnu ulogu i u specifičnoj prevenciji alkoholizma, bolesti ovisnosti, suicidalnog ponašanja, anksioznih i depresivnih poremećaja otklanjanjem negativnih emocija i mentalnih navika koje su povezane s nastankom ovih poremećaja.Prema nekim procenama 50 do 75 posto ljudi danas je bolesno zbog uticaja loših duhovnih stanja na njihovo emocionalno i telesno ustrojstvo.

## Običaji za lečenje ljudi kroz religije

### Odlazak u crkve ili manastire
Kada se bolest manifestuje i kada čovek postane svestan njenog prisustva, a lečenje bezuspešno, bolesnik i njegova uža porodica odlaze u razne manastire za koje po sopstvenom saznanju veruju da su najefikasniji i traže pomoć.

### Molitve
Meditiranje i redovne molitve bilo u religijskoj ili duhovnoj tradiciji su u visokoj korelaciji sa pozitivnim zdravstvenim izgledima uključujući, smanjenje krvnog pritiska, umanjenje hroničnog bola, čak umanjenje nivoa holesterola. Među pacijentima sa kancerom, religijska uverenja su udružena sa smanjenjem bola i anksioznosti. Preživjeli od kancera uključeni u duhovnu praksu pokazuju više pozitivnih zdravih navika i obezbjeđuju više društvene i emocionalne podrške drugim preživjelima.

### Sveta voda
Velika većina manastira smeštena je uz nekakav izvor, tako da se isceliteljska moć pridaje i samoj vodici. Veruje se da kada voda izvire neposredno uz manastir da ona ima lekovitu moć i natprirodna svojstva. Bolesnici se tom vodom umivaju, kupaju, rukama zahvataju i prebacuju preko sebe, na koji način simboličkim putem prebacuju odnosno vodom teraju bolest što dalje od sebe. Bolesnici se pored ovih izvora veoma često brišu a peškir ili maramicu ostave pored izvora u cilju simboličkog ostavljanja bolesti da je voda odnese.

### Prinošenje darova za ozdravljenje
U raznim religijama kada je osoba bolesna kako bi brže ozdravila donose joj se reiligijski darovi (npr. Biblija ili krst u Hrišćanstvu i Kuran u Islamu) koji se veruje da doprinose bržem poboljšanju zdravlja.

## Primeri
Smatra se da kada kod pojedinih bolesnih ljudi medicina zakaže, na scenu stupa Božja volja koja moze da ih spasi. U takvim situacijama svaki bolesnik se priklanja određenom svecu kom se moli i odlazi u manastir po njegovu pomoć. Na zidovima nekih manastira mogu se naći brojni zapisi o isceljenjima i ozdravljenjima o kojima svedoče isceljeni kako bi uputili druge kojima je pomoć potrebna. Sveci sa najvećim moćima i najviše uspeha su: Sveta Petka, Sveti Vasilije Ostroski, Sveti Roman, pa su manastir Sveti Roman Djunis, manastir Ostrog i Crkva Ruzica mesta koja bolesnici najviše posećuju.
Sveta Petka važi za zaštitinicu dece, majki i porodica.
Voda po koju vernici dolaze u crkvu Svete Ružice leči neplodnost, karcinom kao i bojna duševna stanja. Vernici svedoče da im se nakon toga ona ukazivala u snu gde ih je mirno gledala, rekla im nešto ili ih povela negde.
Sveti Vasilije Ostroški je najpoznatiji srpski svetac koji poseduje isceliteljske moci, njegov manastir je trece najposecenije svetiliste u hriscanskom svetu, veruje se da pomaze u lecenju kancera i raznih malignih bolesti.
Osnova manastira svetog Romana Đunisa je u obliku lista deteline. U ovom manastiru su se desila neverovatna ozdravljenja nemoćnih, naročito umobolnih ljudi i psihijatrijskih bolesnika po čemu je manastir čuven.
Smatra se da ikona Presvete Bogorodice Trojeručice ima isceliteljske moći. Prema predavanju ikona je iscelila ruku Svetog Jovana Damaskina.
Ikona Majke Bozije Brzopomoćnice koja se nalazi u manastiru Jovanje smatra se kao ikona koja ima isceliteljska dejstva. Zabeležena su svedočenja mnogobrojnih vernika o čudotvornim isceljenjima nakon čitanja molitvi pred tom ikonom.
U Srbiji je najpoznatiji kontroverzni slučaj lečenja bolesti zavisnosti u manastiru Crna Reka kod Novog Pazara. Manastir Crna Reka je nosio zvanje duhovno-rehabilitacionog centra i u njemu su se koristile javnosti vrlo kontroverzne metode lečenja. Manastir je bio pod upravom SPC (srpske pravoslavne crkve), konkretnije pod upravom Eparhije raško-prizrenske. Centrom Crna Reka je rukovodio sveštenik Branislav Peranović, koji je metodama fizičkog kažnjavanja pacijenata pokušavao da ih izleči. U periodu od preko 6 godina tokom kojih je Peranović bio rukovodilac Crne Reke, preko hiljadu ljudi je prošlo kroz terapiju, sa uspehom lečenja od preko 90%. Prema izjavama izlečenih pacijenata i njihovih porodica lečenje se naplaćivalo na mesečnom nivou, a cena se kretala i do nekoliko stotina evra. Godine 2009. se pojavio snimak lečenja pacijenta prebijanjem lopatom u Crnoj Reci. Branislav Peranović je 2013. godine uhapšen i osudjen na 20 godina zatvora zbog ubistva jednog od pacijenata koji je preminuo usled posledica prebijanja. Manastir Crna Reka je i dalje aktivan kao manastir koji pruža "lečenje molitvom", mada je danas lečenje potpuno besplatno, leče se znatno manje grupe pacijenata i ne koriste se više metode Branislava Peranovića. U "lečenje molitvom" manastira Crna Reka danas spada potpuna izolacija pacijenata od prethodnog života, radom u šumi, manastirskoj pekari ili dubokorezačkoj radionici. U manastiru se trude sa pacijentima skroz sklone misli i duh sa poroka zbog kojih su i završili u manastiru.